# Unione esperantista cattolica internazionale
L'Unione internazionale cattolica esperantista (in esperanto Internacia Katolika Unuiĝo Esperantista ‒ IKUE)  è un'organizzazione laica della Chiesa cattolica con sede a Roma, che raggruppa gli esperantisti di religione cattolica.
Collabora con l'Associazione universale esperanto ed intrattiene anche rapporti con la Kristana Esperantista Ligo Internacia (KELI), organizzazione che riunisce soprattutto cristiani evangelici.
Dal 1903 l'organo ufficiale dell'IKUE è la rivista Espero Katolika (Speranza cattolica), attualmente la più antica rivista esperantista ancora in attività.

## Date importanti
- 1902 primo esperimento associativo di cattolici esperantisti a Tours, Francia;
- 1903 esce il primo numero della rivista “Espero Katolika” (Speranza Cattolica);
- 1910 a Parigi ha luogo il primo congresso internazionale dei cattolici esperantisti, durante il quale viene fondata l'IKUE;
- 1926 prima edizione a stampa della Bibbia (senza i libri deuterocanonici);
- 1950 il 22º congresso dell'IKUE si tiene a Roma, dopo un'interruzione di 11 anni;
- 1977 Radio Vaticana inizia a trasmettere programmi in esperanto;
- 1990 decreti della Congregazione per il culto divino e la disciplina dei sacramenti, con i quali sono approvate le norme per la celebrazione della messa in esperanto e il messale e lezionario in esperanto per le domeniche e i giorni festivi;
- 1992 il Pontificio consiglio dei laici riconosce l'IKUE quale associazione internazionale privata di fedeli, di diritto pontificio;
- 1994 a Pasqua il papa rivolge per la prima volta anche in esperanto il suo augurio al mondo, in occasione dell'”Urbi et orbi”;
- 2001 viene pubblicato Adoru, un libro di 1400 pagine con canti e preghiere da tutto il mondo
- 2002 nuova edizione a stampa dei libri deuterocanonici;
- 2006 a Pasqua papa Benedetto XVI riprende la tradizione degli auguri al mondo anche in esperanto.
- 2008 il programma esperanto di Radio Vaticana, curato dall'IKUE, raggiunge il traguardo della 4000ª trasmissione.
- 2010 nel centenario dell'Unione il congresso giubilare si tiene a Parigi.

## Presidenti dell'IKUE
- 1910-1913: Austin François Richardson Taylor (1843-1913)
- 1913-1920: Patrick Parker (1869-1948)
- 1920-1921: Lambert Johan Joseph Marie Poell (1872-1937)
- 1921-1924: Paulus Antonius Schendeler (1878-?)
- 1924-1927: Franz Mestán (1865-1941)
- 1927-1935: Juan Font y Giralt (1899-1936)
- 1934-1935: Marie Larroche (1854-1940)[1]
- 1935-1950: Petrus Heilker (1883-1964)
- 1950-1966: Alfons Beckers (1908-1994)
- 1966-1971: Jacques Tuinder (1933-2011)
- 1971-1975: Ferdinando Longoni (1916-1975)
- 1976-1979: Czesław Biedulski (1936-2018)
- 1979-1995: Duilio Magnani (1928-2010)
- 1995-2003: Antonio De Salvo (1942-2021)
- 2003-2012: Miloslav Šváček (*1941)
- 2012-2019: Giovanni Daminelli (1943-2019)
- 2019-oggi: Marija Belošević (*1965)